# Karl Ludwig Hencke
Karl Ludwig Hencke, nemški ljubiteljski astronom, * 8. april 1793, Driesen, Brandenburg (sedaj Drezdenko, Poljska), † 21. september 1866, Marienwerder, Prusija, (sedaj Kwidzyn, Poljska).
Henckeja včasih zamenjujejo z Johannom Franzom Enckejem.

## Življenje in delo
Prostovoljno je sodeloval v osvobodilni vojni (Befreiungskriege) za Prusijo, vendar je bil pri Lützenu ranjen. Od tedaj naprej je bil poštni uradnik na različnih krajih in nazadnje poštni delovodja. Po upokojitvi je živel v rojstnem kraju, kjer je bil sodnik na mestnem sodišču.
Odkril je dva asteroida z zasebnega observatorija na ulici #9, Kietz (sedaj #43, Kietzerstraße), Driesen. Peti odkriti asteroid Astreja je bil okrit po dolgem časovnem obdobju 38 let za četrtim odkritim asteroidom Vesto, ki ga je leta 1807 odkril Olbers. Drugi astronomi so opustili iskanje novih asteroidov, ker so bili prepričani da obstajajo le štirje. Hencke je začel iskati leta 1830 in petnajst let kasneje je njegovo iskanje obrodilo sadove.

## Priznanja

### Poimenovanja
Po njem se imenuje asteroid glavnega pasu 2005 Hencke, ki ga je odkril P. Wild leta 1973.